# Travesía central del Pirineo

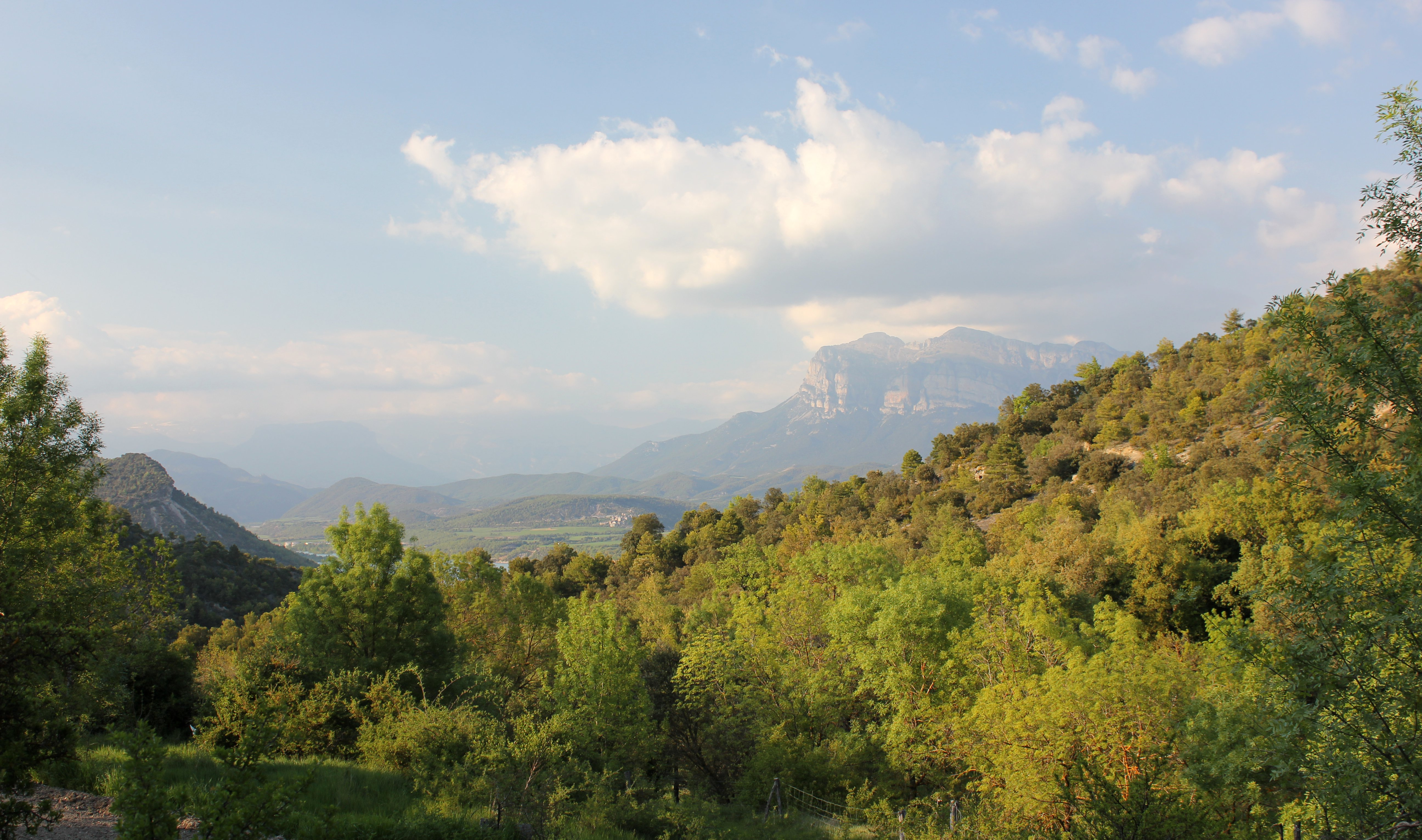
Valle del Cinca, una de las posibles opciones del trazado.

La Travesía central del Pirineo (TCP) es un proyecto que consiste en unir las redes ferroviarias de Francia y España a través de un nuevo corredor de altas prestaciones que atraviese el Pirineo, basado en un túnel de gran longitud.
Formó parte del Eje 16 de la Red Transeuropea de Transporte desde 2004 a 2011, un proyecto de construcción de grandes corredores de mercancías de la Unión Europea. El 19 de octubre de 2011 la Red Transeuropea de Transporte fue revisada, y la TCP ya no figura como eje prioritario. En la actualidad no existe una previsión clara sobre su construcción.

## Trazado
El trazado de esta nueva infraestructura ha superado la fase de Estudio Informativo. Este estudio propone 10 posibles trazados:
- 1 a través de la vía de Canfranc actual, con la posible construcción de un nuevo túnel. Es una alternativa a corto plazo a la construcción prevista de un nuevo corredor.
- 4 a través del valle del Gállego, que continuarían en territorio francés respectivamente por los valles de Ossau, Ouzom, o una de las 2 vertientes posibles del valle de Lavedan.
- 3 a través del valle del Cinca, que continuarían en territorio francés respectivamente por los valles de Campan, Aure o de la Pique.
- 2 a través del valle de la Pique (además de la opción anterior Cinca-Pique) que continuarían en territorio español por los valles del Ésera o de Noguera-Ribagorzana.

En todas las alternativas el corredor se iniciaría en Zuera y pasaría por el entorno de Huesca, y finalizaría en algún punto de la línea férrea entre Toulouse y Bayona. Concretamente, las alternativas del Gállego finalizan entre Pau y Lourdes, mientras que las del Cinca y la Pique finalizan entre Tarbes y Bagnères de Luchon.
Las alternativas mejor valoradas por el estudio son las de recorrido Gállego-Lavedan, Cinca-Aure y Cinca-La Pique, las cuales superaron los 80 puntos sobre 100. La menos valorada fue la reutilización de la línea por Canfranc, que obtuvo 32,7 puntos. La alternativa sobre la que se ha profundizado en el estudio de cara a una futura construcción es la de los valles del Gállego y el Lavedan, uniéndose a la red francesa en Lourdes.

### Túnel de baja cota
Todas las alternativas requerirían la construcción de un túnel transpirenaico de gran longitud a baja cota, que evite tener que ascender las pendientes del Pirineo limitando drásticamente la capacidad de carga de los trenes de mercancías. La longitud del túnel transpirenaico necesario varía según la alternativa seleccionada entre 34,9 y 62,6 kilómetros. Además, sería necesaria la construcción de otros túneles de menor longitud para completar la línea, lo que según alternativa totalizaría entre 49 y 119 kilómetros de túneles.
La alternativa seleccionada, por el del Gállego, requiere un túnel de 41,7 km, de los cuales 20,9 corresponden a España. Se iniciaría en el municipio de Biescas y finalizaría en el de Pierrefitte-Nestalas. Junto con el resto de túneles menores, esta alternativa totalizaría 87 km de túnel.

## Pasos ferroviarios entre España y Francia
Actualmente no existe ningún paso ferroviario por el Pirineo central. La línea de Canfranc cumplía esta función, pero no tiene continuidad al clausurarse en los años 70 el tramo entre Olorón y Canfranc. Si bien su trazado es cercano al nuevo corredor propuesto, tienen diferencias notables, ya que el nuevo corredor dispondría de menores rampas, vías dobles, electrificación... y estaría construido completamente en ancho internacional.
Como paso de altas prestaciones sería el tercer paso planeado, tras los de El Pertús, en la costa mediterránea, e Irún, en la costa atlántica. El paso de El Pertús se encuentra actualmente en servicio, como parte de la línea de alta velocidad Perpiñán-Figueras, mientras que el de Irún se encuentra en construcción, como parte de la «Y vasca».
Además son destacables los pasos de Portbou e Irún, que si bien requieren de transbordo de las mercancías debido a la diferencia de ancho, han sido los pasos de todas las mercancías por ferrocarril entre el cierre de Canfranc y la apertura de El Pertús. Existe un último paso ferroviario en Puigcerdá, aunque se dedica exclusivamente a viajeros y tiene un carácter regional.

## Relación con otras líneas
En varias ocasiones se ha discutido la competencia existente entre la travesía central y el Corredor Mediterráneo, llegando a plantearse la necesidad de elegir entre construir una u otra infraestructura, al tener objetivos comunes y no ser viable la construcción la Travesía Central. La disyuntiva ha supuesto enfrentamientos políticos entre los partidarios de cada opción. Sin embargo, algunas opciones defienden que es viable la construcción de ambas travesías.
Las previsiones de la Unión Europea indican que en el caso de construcción de la travesía central, absorbería el 30% de las mercancías que atraviesan la frontera francoespañola por ferrocarril.
En un ámbito de reducción de costes también se ha planteado la reapertura de la línea actualmente clausurada a través de Canfranc. La intervención requeriría de 318 millones de euros, incluyendo la modernización de los 232 km entre Huesca y Olorón, y el ramal de Zuera. La factura correspondiente al Ministerio de Fomento de España se reduciría a 164,5 millones de euros, al ser menor su trazado por España